# Cibule kuchyňská
Cibule kuchyňská (Allium cepa) je cibulová zelenina z čeledi amarylkovitých.

## Popis

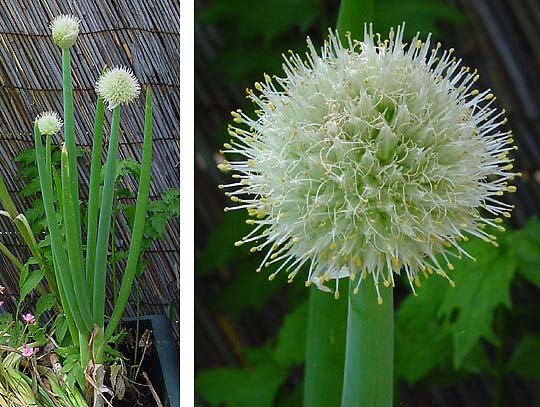
Celá rostlina a detail květenství

Jedná se o dvouletou až vytrvalou (spíše jen teoreticky[zdroj⁠?!]) rostlinu, na bázi s velkou cibulí. Stonek je dosti robustní, dole až 3 cm v průměru, je dutý. Listy jsou jednoduché, přisedlé, s listovými pochvami. Čepele jsou celokrajné, polooblé se souběžnou žilnatinou. Květy jsou oboupohlavní, ve vrcholovém květenství, jedná se o hlávkovitě stažený zdánlivý okolík, ve skutečnosti to je stažené vrcholičnaté květenství zvané šroubel. Květenství je podepřeno toulcem. Pacibulky jsou v květenství přítomny jen někdy. Okvětí se skládá ze 6 okvětních lístků bílé až narůžovělé barvy, se středním zeleným pruhem. Tyčinek je 6. Gyneceum je složeno ze 3 plodolistů, je synkarpní, semeník je svrchní. Plodem je tobolka.

## Původ
Původ není s jistotou znám, ale předpokládá se, že pravlastí cibule je střední Asie, kde vznikla z planého druhu Allium oschaninii (syn. Allium cepa var. sylvestre). Cibule byla známa již v dávnověku. O jejím užití se dozvídáme např. z hliněných tabulek Sumerů, zmiňuje se o ní Bible, staroegyptské papyry i učené knihy starověké Indie a Číny, a to hlavně v souvislosti s léčebnými účinky. Byla kdysi kromě soli jedním z prvních koření lidových vrstev. Římští zemědělci cibuli nazývali „unio“, což se mohlo přeložit nejen jako „cibule“, ale také jako „velká perla“.

## Pěstování

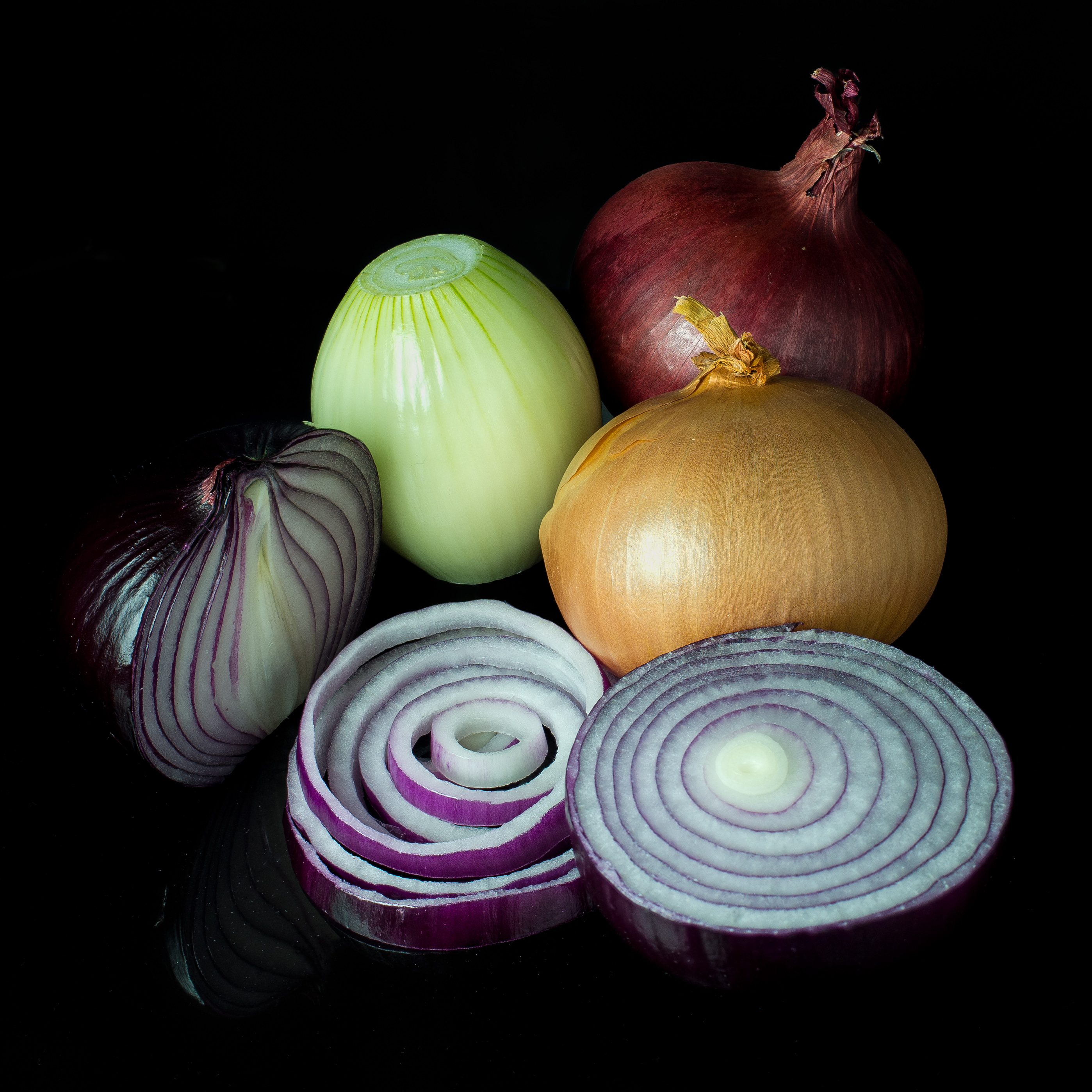
Různé odrůdy cibule

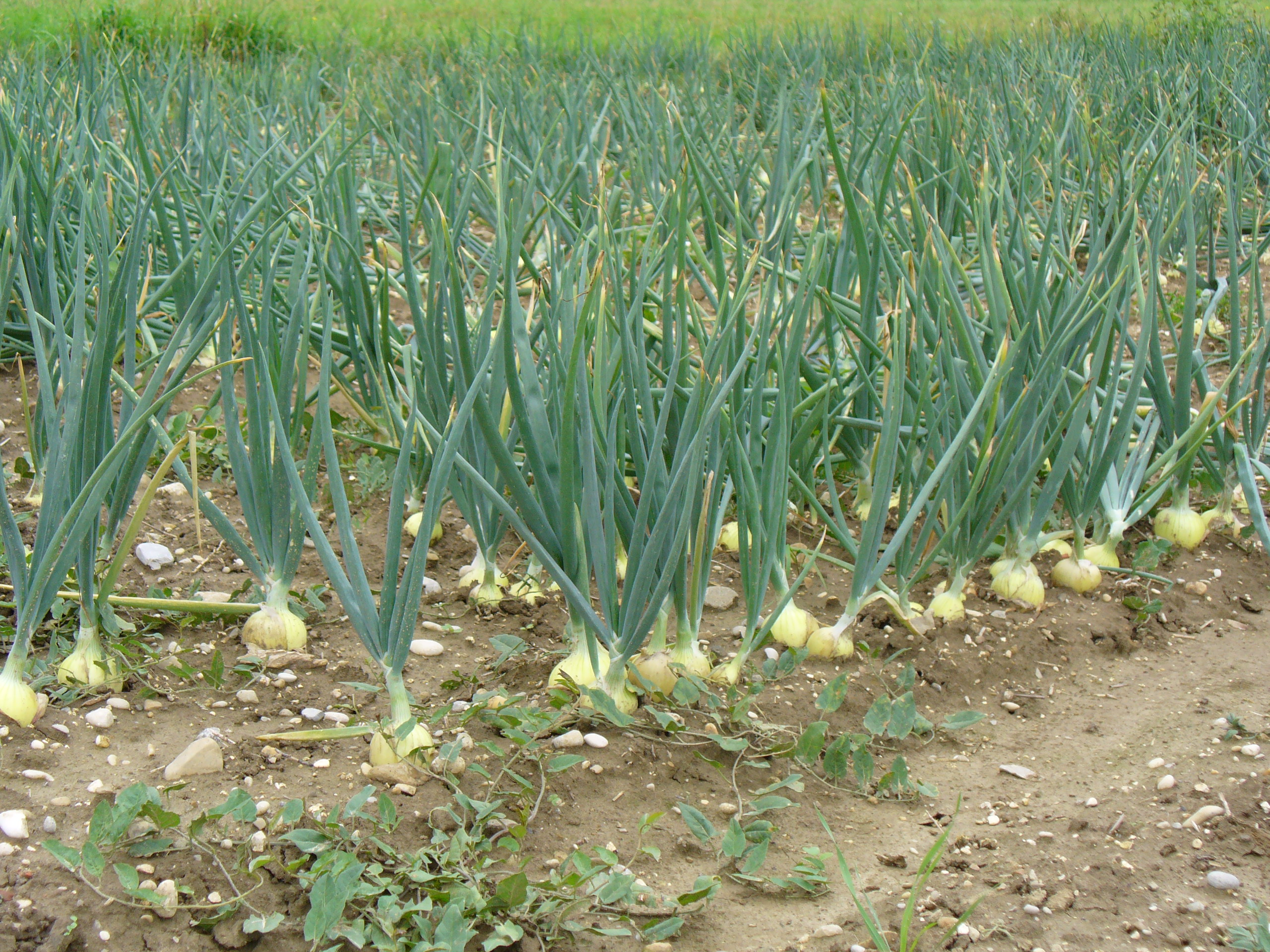
Cibule na poli

Cibule kuchyňská se pěstuje v mnoha různých odrůdách, lišících se tvarem i barvou. Pěstuje se ze semen nebo, aby vyrostla velká, ze sazeničky. Sazečky jsou malé cibulky vypěstované ze semen během léta, které se na podzim sklízejí, přes zimu se uchovávají při teplotě kolem 23 °C a na jaře opět sázejí. Tímto teplým skladováním rostlinu oklameme, takže nevykvete a cibule vyroste do velkých rozměrů.
Po sklizni se dříve cibule vázaly do cibulových copů, dnes se obvykle prodávají volné.

## Karyologie
2n=16 (diploid) nebo 2n=32 (tetraploid) či 2n=64 (oktoploid)

## Použití

### Gastronomie

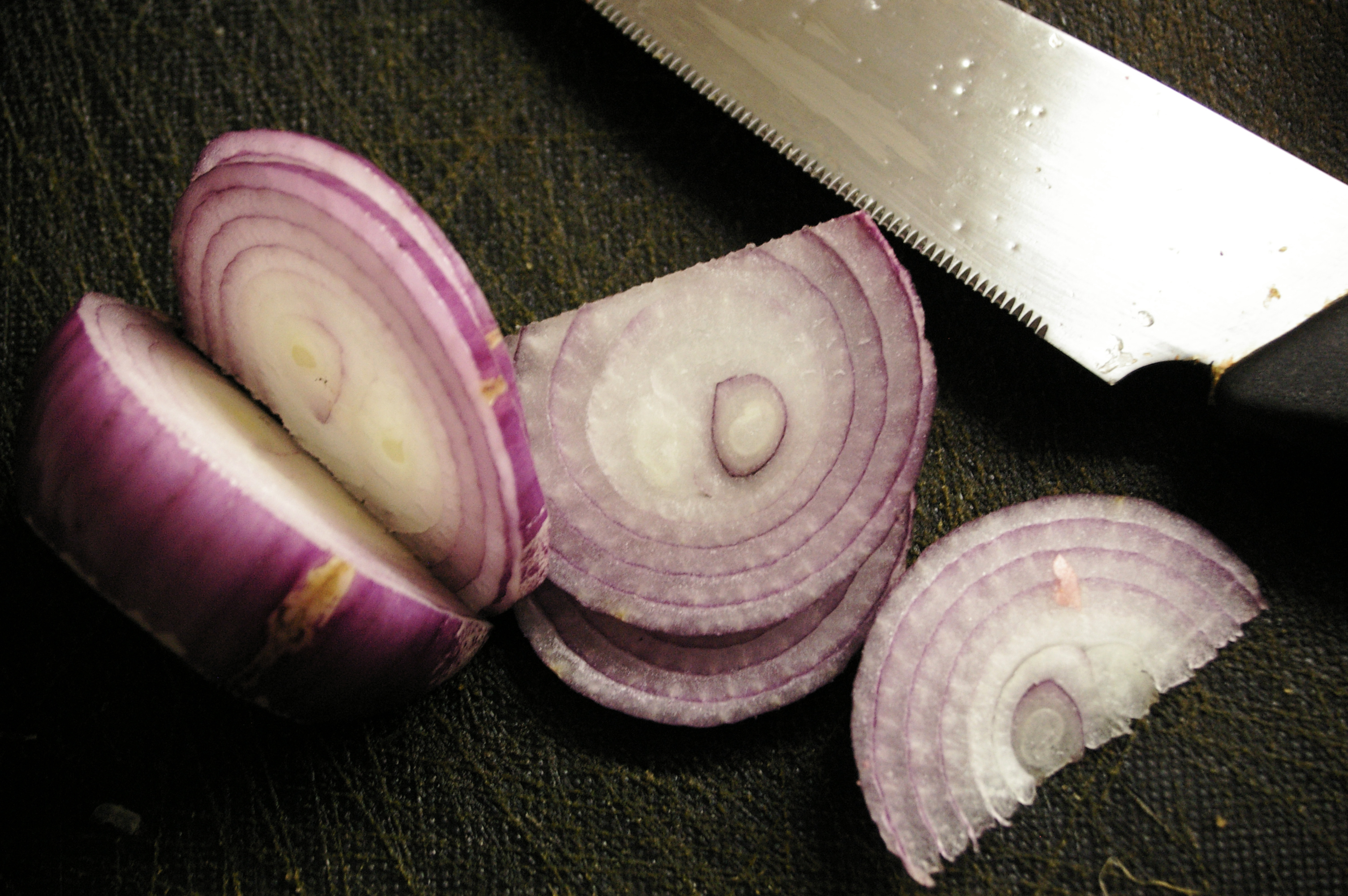
Nakrájená cibule vylučuje určité sloučeniny, které způsobují podráždění slzných žláz v očích a slzy.

Cibule je široce užívaná při vaření jako zelenina či koření. Používají se její cibule, oloupané od vrchních uschlých vrstev, nejčastěji nakrájené, řidčeji se využívá i cibulová nať. Syrová cibule má pálivou chuť a používá se například jako příloha k pečivu či uzeninám, často v kombinaci s hořčicí[zdroj⁠?!]. Vařenou cibuli mohou obsahovat některé zeleninové polévky. Osmažená cibule se používá jako základ pro cibulovou jíšku, která se používá jako základ gulášů a perkeltů, omáček, zeleninových polévek, některých luštěninových pokrmů, špenátu a zelí. Samotná smažená cibulka s tukem se používá například k maštění a ochucení vařené čočky a dalších pokrmů.
Při loupání, krájení či smažení cibule se uvolňuje dráždivá slzotvorná látka, těkavý thiopropanal S-oxid, který vzniká enzymatickým rozkladem z s-I-propenylcysteinsulfoxidu. Tato látka pak ve styku s vodou (například v oku) hydrolyzuje na propanol, kyselinu sírovou a sirovodík. Při smažení je tato směs látek vnímána jako příjemné aroma. Existuje mnoho návodů, jak pálení očí při krájení cibule předejít – například krájení cibule pod vodou či průběžné vlhčení cibule během krájení, nošení ochranných brýlí či kontaktních čoček, použití co nejostřejšího nože atd. Krom ostrosti nože je třeba krájet pomalu.

### Lékařství
Z lékařského hlediska je hlavní užití cibule při nechutenství, arterioskleróze, potížích zažívání, vysokém krevním tlaku, zánětech ústní dutiny a hltanu , sirnaté sloučeniny působí bakteriostaticky a obsažené flavonoidy a fytoncidy protizánětlivě. V lidovém léčitelství je ve výčtu ještě astma, zánět močového měchýře, nepravidelnost v menstruaci, cukrovka, působí proti zácpě a bodnutí hmyzem. Červená cibule snižuje křehkost cévních stěn.

### Význam ve včelařství
Cibule kuchyňská kvete druhým rokem. Semenné kultury cibule jsou vynikajícím zdrojem nektaru i pylu. Nektarium cibule vyprodukuje za 24 hodin 1,32 mg nektaru s cukernatostí 61 %. Cukerná hodnota, tedy množství cukru vyprodukovaného v květu za 24 hodin, je 0,81 mg. Pyl cibule sbírají včely ve velkém množství a rouskují jej do žlutavě šedých rousek. Jeho výživná hodnota je vysoká. Nevýhodou je cibulový pach pylových zásob, kterým mohou načichnout i zásoby medu.
Cibulový druhový med je vzácný. Má světle jantarovou barvu a jemně krystalizuje. Typická je pronikavá cibulová vůně, která však po uskladnění medu zmizí.

## Slzení očí při krájení
Krájení cibule uvolňuje syntázu lakrimálního faktoru, který reaguje s aminokyselinami v cibuli a mění je na sulfenovou kyselinu RSOH. Ty přecházejí samovolně na dráždivý plyn syn-propanthial-S-oxid CH3CH2CHSO, jenž se uvolňuje do vzduchu, a tak se může dostat i do očí, kde se navazuje na nervová vlákna na rohovce, která zareagují aktivací slzných žláz. Proto při krájení cibule slzí oči.

## Odlišné druhy cibulí
Kromě klasické cibule kuchyňské jsou pěstovány i některé odlišné druhy cibulí.
- cibule šalotka – někdy nazývaná též česnek askalonský či množilka, dříve udávána jako samostatný druh pod jmény Allium ascalonicum auct. non L. nebo Allium salota Dost., dnes většinou zahrnovaná pod druh Allium cepa jako Allium cepa var. aggegatum[4][5]
- cibule zimní (Allium fistulosum L.), někdy zvaná ošlejch
- cibule prorůstavá (Allium × proliferum), někdy nazývaná také cibule poschoďová, či méně správně jako zimní či sibiřská cibule

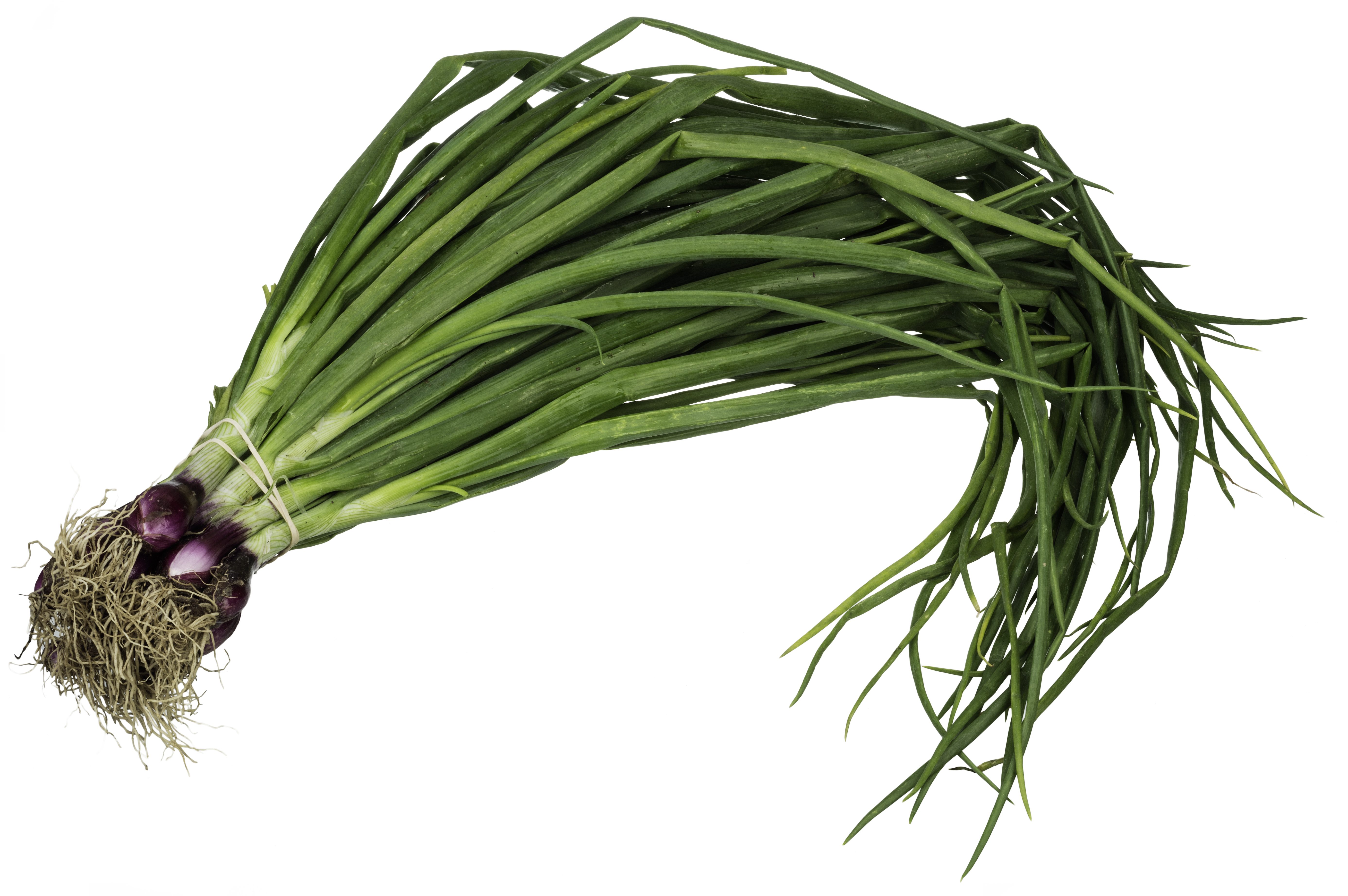
Svazek „červené jarní cibulky“

Jarní cibulka je společné označení pro zeleninu, kterou z biologického hlediska představují v mládí sklízené rostliny (nať s nevyzrálou cibulí) různých druhů rodu Allium, zejména různé odrůdy a variety Allium cepa, Allium chinense, Allium fistulosum a Allium × proliferum. Jarní cibulka má obecně jemnější chuť než většina odrůd vyzrálé cibule kuchyňské.

## Průměrný obsah látek a minerálů
Tabulka udává dlouhodobě průměrný obsah živin, prvků, vitamínů a dalších nutričních parametrů zjištěných v cibuli.
| Složka          | Jednotka | Průměrný obsah | Prvek (mg/100 g) | Průměrný obsah | Složka (mg/100g) | Průměrný obsah |
| --------------- | -------- | -------------- | ---------------- | -------------- | ---------------- | -------------- |
| voda            | g/100 g  | 89,0           | Na               | 3              | vitamin C        | 5              |
| bílkoviny       | g/100 g  | 1,2            | K                | 160            | vitamin D        | 0              |
| tuky            | g/100 g  | 0,2            | Ca               | 25             | vitamin E        | 0,31           |
| cukry           | g/100 g  | 5,6            | Mg               | 4              | vitamin B6       | 0,20           |
| celkový dusík   | g/100 g  | 0,20           | P                | 30             | vitamin B12      | 0              |
| vláknina        | g/100 g  | 1,4            | Fe               | 0,3            | karoten          | 0,01           |
| mastné kyseliny | g/100 g  | 0,1            | Cu               | 0,05           | thiamin          | 0,13           |
| cholesterol     | g/100 g  | 0              | Zn               | 0,2            | riboflavin       | stopy          |
| energie         | kJ/100 g | 150            | Mn               | 0,1            | niacin           | 0,7            |

Cibule patří k prvním kulturním plodinám, obsahuje silice (éterické oleje) s obsahem síry, podle množství jsou cibule ostré, středně ostré a sladké chuti. Obsahuje vitamíny, poměrně více vitamínu B1 a B2, méně vitamínu C. Provitamín A se vyskytuje především v nati, kde je i vyšší obsah vitamínu C. Cibule působí sedativně. Protože obsahuje slizy a pektiny, působí dobře i při některých střevních chorobách. V cibuli přítomné fytoncidy ničí škodlivé mikroby. Dále obsahuje mnoho křemíku, draslíku, síry a dusíkatých látek.

## Světová produkce

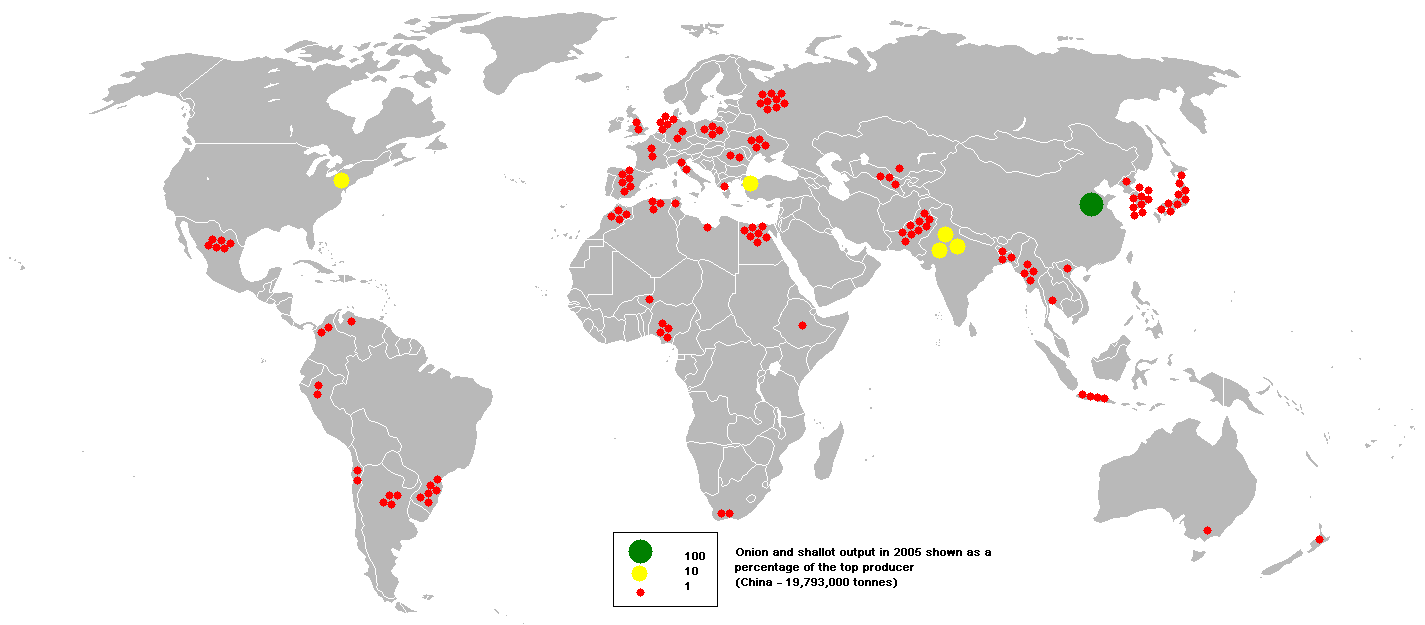
Produkce cibule a šalotky v roce 2005

Odhaduje se, že každoročně je ve světě cibule pěstována na 3 642 000 hektarů. Pěstování pro domácí trh se věnuje 170 zemí. Přibližně 8 % světové produkce je předmětem mezinárodního obchodu.
| 10 největších pěstitelů v roce 2012 (údaje v tunách) | 10 největších pěstitelů v roce 2012 (údaje v tunách) |
| ---------------------------------------------------- | ---------------------------------------------------- |
| Čína                                                 | 20 507 759                                           |
| Indie                                                | 13 372 100                                           |
| USA                                                  | 3 320 870                                            |
| Egypt                                                | 2 208 080                                            |
| Írán                                                 | 1 922 970                                            |
| Turecko                                              | 1 900 000                                            |
| Pákistán                                             | 1 701 100                                            |
| Brazílie                                             | 1 556 000                                            |
| Rusko                                                | 1 536 300                                            |
| Jižní Korea                                          | 1 411 650                                            |
| Svět celkově                                         | 74 250 809                                           |
| zdroj: Organizace pro výživu a zemědělství (FAO)     |                                                      |

Z původních pěstitelských oblastí si zachoval přední postavení ve světě pouze Egypt; z dalších významných exportérů jmenujme alespoň USA, v Evropě Holandsko, Španělsko a Itálie.

## Zajímavost
Cibule (stejně jako česnek) obsahuje látku s antibiotickými účinky allicin, díky níž se uplatňuje jako přídatná léčba nachlazení (bolesti horních dýchacích cest, kašel). Vhodnou formou je např. cibulový čaj či sirup.
Stará moudrost: „Člověk spíše může vařit bez ohně než bez cibule“.